# Aphrodes fisulii
Aphrodes fisulii är en insektsart som beskrevs av Logvinenko 1983. Aphrodes fisulii ingår i släktet Aphrodes och familjen dvärgstritar. Inga underarter finns listade i Catalogue of Life.